# ケビン・ライマー
ケビン・マイケル・ライマー（Kevin Michael Reimer,  1964年6月28日 - ）は、アメリカ合衆国のジョージア州メイコン出身の元プロ野球選手（外野手）。右投げ左打ち。

## 来歴・人物
マイナーリーグの野球選手だった父の下、アメリカ合衆国のジョージア州メイコンに生まれる。その後、母国であるカナダのブリティッシュコロンビア州へ移る。母国カナダでは野球のほか、アマチュアのアイスホッケー選手としても鳴らす。
1985年のMLBドラフト11巡目（全体の265番目）でテキサス・レンジャーズに指名され契約。1988年、メジャー初昇格。1992年には規定打席数に到達。シーズン終了後のエクスパンション・ドラフトでコロラド・ロッキーズに指名され同日中にダンテ・ビシェットとのトレードでミルウォーキー・ブルワーズに移籍。1991年から1993年にかけて二桁本塁打および100安打以上をマーク。
メジャーでの実績を引っさげ、1994年1月12日、福岡ダイエーホークスに入団。同年4月9日のオリックス・ブルーウェーブとの開幕戦（グリーンスタジアム神戸）で1本塁打・5打点を挙げ、その後も活躍。ダイエーの選手として福岡ドーム初の満塁ホームランも放った。打率.298・26本塁打・97打点をマークし、外野手としてベストナインに輝いた。
1995年は故障もあり成績が落ちてしまい、1996年のシーズン直前に解雇された。その後はシアトル・マリナーズと契約。3Aタコマで2年間プレーしたがメジャー復帰は果たせなかった。
激しい気性ゆえに乱闘騒ぎを起こすことが非常に多く、代表的なのは1994年にはオリックス・ブルーウェーブ戦で長谷川滋利から膝元に死球を受け、長谷川が帽子を取っていたにもかかわらず、長谷川に詰め寄り暴行を働き、退場処分を受けた。1995年9月16日の日本ハムファイターズ戦では、ロブ・デューシーがホームインの際にダイエーの坊西浩嗣にタックルしたことからライマーが激怒し、ベンチから飛び出してデューシーと乱闘になり、デューシー共々退場処分を受けた。また退場処分になっていないが1994年の近鉄戦で、山本和範と光山英和が乱闘した際には無関係のライマーが光山に暴行を働いたり、1995年の4月4日のロッテ戦ではロッテ先発のエリック・ヒルマンから死球を受け、次の打者山本和範が放ったセカンドゴロの際、死球の報復とばかりにショートを守っていた五十嵐章人に果敢なスライディングをしたため、五十嵐が激怒、両軍飛び出しての乱闘寸前の騒ぎになっている。
結婚してブリティッシュコロンビア州に住み、二人の娘がいる。

## 詳細情報

### 年度別打撃成績
| 年 度    | 球 団    | 試 合 | 打 席 | 打 数 | 得 点 | 安 打 | 二 塁 打 | 三 塁 打 | 本 塁 打 | 塁 打 | 打 点 | 盗 塁 | 盗 塁 死 | 犠 打 | 犠 飛 | 四 球 | 敬 遠 | 死 球 | 三 振 | 併 殺 打 | 打 率 | 出 塁 率 | 長 打 率 | O P S |
| -------- | -------- | ----- | ----- | ----- | ----- | ----- | -------- | -------- | -------- | ----- | ----- | ----- | -------- | ----- | ----- | ----- | ----- | ----- | ----- | -------- | ----- | -------- | -------- | ----- |
| 1988     | TEX      | 12    | 26    | 25    | 2     | 3     | 0        | 0        | 1        | 6     | 2     | 0     | 0        | 0     | 1     | 0     | 0     | 0     | 6     | 0        | .120  | .115     | .240     | .355  |
| 1989     | TEX      | 3     | 5     | 5     | 0     | 0     | 0        | 0        | 0        | 0     | 0     | 0     | 0        | 0     | 0     | 0     | 0     | 0     | 1     | 1        | .000  | .000     | .000     | .000  |
| 1990     | TEX      | 64    | 111   | 100   | 5     | 26    | 9        | 1        | 2        | 43    | 15    | 0     | 1        | 0     | 0     | 10    | 0     | 1     | 22    | 3        | .260  | .333     | .430     | .763  |
| 1991     | TEX      | 136   | 440   | 394   | 46    | 106   | 22       | 0        | 20       | 188   | 69    | 0     | 3        | 0     | 6     | 33    | 6     | 7     | 93    | 10       | .269  | .332     | .477     | .809  |
| 1992     | TEX      | 148   | 547   | 494   | 56    | 132   | 32       | 2        | 16       | 216   | 58    | 2     | 4        | 0     | 1     | 42    | 5     | 10    | 103   | 10       | .267  | .336     | .437     | .774  |
| 1993     | MIL      | 125   | 477   | 437   | 53    | 109   | 22       | 1        | 13       | 172   | 60    | 5     | 4        | 1     | 4     | 30    | 4     | 5     | 72    | 12       | .249  | .303     | .394     | .696  |
| 1994     | ダイエー | 127   | 525   | 470   | 57    | 140   | 33       | 2        | 26       | 255   | 97    | 4     | 1        | 0     | 2     | 40    | 3     | 13    | 91    | 14       | .298  | .368     | .543     | .910  |
| 1995     | ダイエー | 103   | 369   | 351   | 31    | 89    | 11       | 3        | 10       | 136   | 52    | 0     | 3        | 0     | 4     | 11    | 2     | 3     | 87    | 11       | .254  | .279     | .387     | .667  |
| MLB：6年 | MLB：6年 | 488   | 1606  | 1455  | 162   | 376   | 85       | 4        | 52       | 625   | 204   | 7     | 12       | 1     | 12    | 115   | 15    | 23    | 297   | 36       | .258  | .320     | .430     | .750  |
| NPB：2年 | NPB：2年 | 230   | 894   | 821   | 88    | 229   | 44       | 5        | 36       | 391   | 149   | 4     | 4        | 0     | 6     | 51    | 5     | 16    | 178   | 25       | .279  | .331     | .476     | .807  |

### 表彰
MLB
- ティップ・オニール賞：1回 （1988年）

NPB
- ベストナイン：1回 （1994年）

### 記録
NPB
- 初出場・初先発出場：1994年4月9日、対オリックス・ブルーウェーブ1回戦（グリーンスタジアム神戸）、5番・指名打者として先発出場
- 初安打・初打点：同上、6回表に山内嘉弘から2点適時打
- 初本塁打：同上、7回表に山内嘉弘から3ラン

### 背番号
- 47 （1988年 - 1992年、1994年途中 - 1995年）
- 29 （1993年）
- 10 （1994年 - 同年途中）